# Línea 6 (Urbanos de Móstoles)
La línea 6 de la red de autobuses urbanos de Móstoles une la Universidad Rey Juan Carlos con la urbanización Parque Guadarrama.

## Características
La línea mantiene los mismos horarios todo el año.
Está operada por Arriva Madrid mediante la concesión administrativa VCM-501 - Madrid – Batres (Viajeros Comunidad de Madrid) del Consorcio Regional de Transportes de Madrid.

## Horarios
| Todos los días           |                          |
| URJC > Parque Guadarrama | Parque Guadarrama > URJC |
| 07:00                    | 06:30                    |
| 08:00                    | 07:30                    |
| 09:00                    | 08:30                    |
| 14:00                    | 09:30                    |
| 15:00                    | 14:30                    |
| 18:30                    | 15:30                    |
| 19:30                    | 19:00                    |
| 20:30                    | 20:00                    |
|                          | 21:00                    |

## Recorrido y paradas

### Sentido Urb. Parque Guadarrama
| Código | Parada                                        | Común con | Conexiones con Metro y Cercanías |
| ------ | --------------------------------------------- | --------- | -------------------------------- |
| 19391  | Av. Abogados de Atocha - Rotonda Oeste        |           | Universidad Rey Juan Carlos      |
| 11359  | Av. Abogados Atocha - Est. Móstoles El Soto   | 498 522   | Móstoles-El Soto                 |
| 12452  | Pintor Velázquez - Av. Olímpica               | 3 522 524 |                                  |
| 11361  | Pintor Velázquez - Parque de El Soto          | 3 522     |                                  |
| 07099  | Av. Iker Casillas - Urb. Horizonte            | 526       |                                  |
| 19392  | Av. Iker Casillas - Polideportivo A. Torrejón |           |                                  |
| 19393  | Av. Iker Casillas - Campos de Fútbol          |           |                                  |
| 19397  | Soto San Marcos - Virgen de la Asunción       |           |                                  |
| 19399  | Soto San Marcos - Ferrocarril                 |           |                                  |

### Sentido Universidad Rey Juan Carlos
| Código | Parada                                        | Común con    | Conexiones con Metro y Cercanías |
| ------ | --------------------------------------------- | ------------ | -------------------------------- |
| 19399  | Soto San Marcos - Ferrocarril                 |              |                                  |
| 20018  | Soto San Marcos - Virgen de la Asunción       |              |                                  |
| 19394  | Av. Iker Casillas - Campos de Fútbol          |              |                                  |
| 19395  | Av. Iker Casillas - Polideportivo A. Torrejón |              |                                  |
| 19396  | Av. Iker Casillas - Urb. Horizonte            |              |                                  |
| 11362  | Pintor Velázquez - Parque de El Soto          | 3 522        |                                  |
| 12451  | Pintor Velázquez - Granada                    | 3 522 524    |                                  |
| 11360  | Av. Abogados Atocha - Est. Móstoles El Soto   | 498 522      | Móstoles-El Soto                 |
| 09415  | Gta. Oeste - Est. Univ. Rey Juan Carlos       | 519A 522 526 | Universidad Rey Juan Carlos      |